# Paul Botten-Hansen

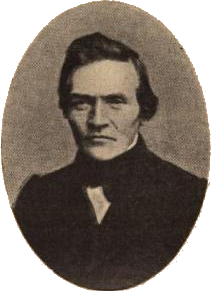
Paul Botten-Hansen.

Paul Botten-Hansen, född 26 december 1824, död den 7 juli 1869, var en norsk författare och biblioteksman.
Botten-Hansen var universitetsbibliotekarie i Kristiania efter Fredrik Wilhelm Keyser. Som redaktör för Illustreret nyhedsblad utövade Botten-Hansen ett stort inflytande på norskt kulturliv. Särskilt hans recensioner betydde mycket för den norska litteraturen. Han publicerade även en del andra litterära arbeten, lustspelet Huldrebryllopet, samt de biografiska arbetena La Norvège littéraire (1868) och Norsk bogfortegnelse 1848-1865 (1870, tillsammans med Siegwart Petersen).